# 第三紀
第三紀（英語：Tertiary Period）又稱新生代，是地球地質年代中的一段時期，是古近紀及新近紀的舊稱。
國際地層委員會（International Commission on Stratigraphy）已不再承認第三紀是正式的地質年代名稱，並拆分為古近紀與新近紀兩個時期。然而地質學界仍廣泛使用第三紀一詞。

## 沿革
第三紀（Tertiary）一詞最早由義大利地質先驅喬瓦尼·阿爾杜伊諾於1759年命名，代表一段地質年代。阿杜諾觀察義大利北部的地質，將該地的地層依年代依序分為第一紀（Primary）、第二紀（Secondary）、第三紀。經過近70年的發展，陸續有地質學家開始應用第三紀一詞。撰寫《地質學原理》的英國地質學家查爾斯·萊爾爵士（Charles Lyell, 1797-1875）在其1828年的地層分類中納入第三紀，同時又依據地層中軟體動物化石含量，將第三紀細分為漸新世（Eocene）、中新世（Miocene）、古上新世（Older Pliocene）和新上新世（Newer Pliocene）等4個世（epoch）。由於這個劃分法僅依據在阿爾卑斯山及義大利的研究，無法廣泛地應用到其他歐洲及美洲的地層，因此這些世的劃分後來就廢止不用。
1829年，法國地質學會創辦人之一的迪斯努瓦耶（, 1800-1887）研究法國巴黎盆地的地層，從第三紀中劃分出第四紀（Quaternary），用以描述比第三紀岩石更年輕的沉積物。此後建立四個紀的地質年代架構，第一紀代表爬蟲類出現之前的年代、第二紀是爬蟲類動物盛行的年代、第三紀是哺乳動物的年代、第四紀則是人類的年代。經過後來的地質詳細研究，第一紀和第二紀的地層互有重疊，可細分出更多地質年代。在經過整合後，第一紀和第二紀的名稱在19世紀廢棄，並分別以古生代（Paleozoic，分為六個紀）和中生代（Mesozoic，分為三個紀）取代。第三紀的年代則被定義在中生代的最後一紀白堊紀與第四紀之間，並與第四紀合稱為新生代（Cenozoic）。
1976年赫貝格（Hedberg）在國際地質科學聯盟（International Union of Geological Sciences, IUGS）國際地層委員會出版的《國際地層指南》，認為既然第一紀、第二紀都廢止了，第三紀和第四紀也不應該繼續使用。因而將新生代分為古近紀（Paleogene）、新近紀（Neogene）和第四紀，其中原屬第三紀的古新世、始新世、漸新世劃歸古近紀，而中新世、上新世則劃歸新近紀。赫貝格的觀念逐漸獲得國際上的支持。1989年考伊（Cowie）和巴塞（Bassett）所編的國際年代地層表中，正式刪除了第三紀一詞。仍有許多地質學者不斷使用第三紀一詞，第三紀與古近紀、新近紀併用，造成了名詞混淆且爭議不斷。2009年美國地質學會（Geological Society of America）的地質年代表上便將第三紀與古近紀、新近紀併用。國際地層委員會已定調廢除第三紀，國際地層委員會旗下的第三紀小組（Tertiary Subcommission）在2012年已改為古近紀小組與新近紀小組。
在過去，古近紀和新近紀也曾分別被叫做早第三紀和晚第三紀。
早第三紀（古近紀）:
- 古新世
- 始新世
- 漸新世

晚第三紀（新近紀）:
- 中新世
- 上新世